# Qian Hong
Pour les articles homonymes, voir Qian.
Dans ce nom chinois, le nom de famille, Qian, précède le nom personnel.
Qian Hong (en chinois : 錢紅), née le 30 janvier 1971 à Baoding, est une nageuse chinoise, spécialiste des courses de papillon.

## Carrière
Qian Hong est médaillée de bronze olympique du 100 mètres papillon aux Jeux olympiques de 1988 se tenant à Séoul. Elle est ensuite sacrée championne du monde du 100 mètres papillon en 1991. Elle remporte la médaille d'or olympique dans la même discipline  aux Jeux olympiques de 1992 se tenant à Barcelone.